# Шацький Анатолій Олексійович
Анато́лій Олексі́йович Ша́цький (нар. 22 квітня 1953, Буда, Куликівський район, Чернігівська область — пом. 19 березня 2025, Чернігів) — український громадсько-політичний діяч, дисидент, учасник боротьби за незалежність України у XX столітті.

## Біографічні відомості
Народився 22 квітня 1953 року в с. Буда Куликівського району Чернігівської області в сім'ї сільських вчителів. Українець. Батьки Шацький Олексій Пантелійович (1927 р.н.) і Шацька (Підвербна) Ніна Михайлівна (1922 р.н.).
Під час навчання в Куликівській СШ в 1969 році виготовив рукописну книжечку власних віршів «антирадянського змісту», які прочитав на шкільному вечорі з нагоди Дня Конституції. Чернігівське обласне управління КДБ порушило проти 16-річного Анатолія Шацького кримінальну справу. Під час одного з допитів юнак знепритомнів, його доставили в лікарню, де прооперували.
У 1974 році закінчив Львівський кінотехнікум, в 1985 році — Костромський технологічний інститут.
З 1974 року працював у системі матеріально-технічного забезпечення в Житомирській області та в м. Чернігів.
Помер 19 березня 2025 року у місті Чернігів.

## Громадсько-політична діяльність
З 1989 року бере активну участь у заходах і протестних акціях антирадянської правозахисної організації — Чернігівської філії Української Гельсінської Спілки (УГС), яку очолював дисидент-правозахисник Левко Лук'яненко. За участь в антирадянських заходах з 1989 по 1991 рр. неодноразово піддавався переслідуванням з боку органів КДБ та МВС, затримкам і адміністративним штрафам. Активний учасник т. зв. «ковбасної революції» 7 січня 1990 року у Чернігові.
З березня 1990 року офіційний член Української Гельсінської Спілки (УГС), яка невдовзі, 29—30 квітня 1990 року на всеукраїнському з'їзді в Києві була перетворена на першу в Україні антирадянську партію — «Українську республіканську партію» (УРП), яка виступала за повалення диктатури КПРС та проголошення повної незалежності України.
З червня 1990 року обраний заступником керівника Чернігівської філії Української Республіканської Партії (УРП).
Організатор і учасник багатьох антирадянських мітингів та акцій протестів у Чернігові та Чернігівській області, які організовували УГС/УРП, НРУ, СНУМ, «Меморіал» та інші організації. Активний учасник просвітницького походу-рейду «Дзвін-90», який проводився влітку 1990 р. по селах та містах Чернігівської області з метою національно-патріотичного просвітництва та популяризації ідеї незалежності України. Під час участі у поході був звільнений на роботі з займаної посади без пояснення причин.
Один з учасників відродження УАПЦ у Чернігові в 1990—1991 рр.
В березні 1991 року на Першій конференції обласної організації УРП обраний головою Чернігівської ОО УРП. На цій посаді працював офіційно на постійній основі. Вперше в Радянському Союзі запис в трудовій книжці був завірений печаткою з тризубом.
Член Народного Руху України (офіційно з березня 1990 р.). Тривалий час обіймав посади голови Чернігівської міської організації НРУ та першого заступника Чернігівської обласної організації НРУ.
Член Організації Українських Націоналістів. Фундатор Чернігівської ОУН, її перший голова. На XII та XIII Великих Зборах Українських Націоналістів (ВЗУН) в 1993 і 1994 рр. був обраний до керівного органу ОУН — членом Контрольно-ревізійної комісії. Учасник Другого всесвітнього форуму українців (21-25 серпня 1997 р.).
Активний учасник Помаранчевої революції (листопад 2004 — січень 2005 рр.).
Учасник всіх виборчих кампаній з 1989 по 2022 рр. Обирався депутатом Чернігівської міської ради та Чернігівської районної ради.
Після приходу до влади президента В. Януковича і команди Партії регіонів, відмовився виконати вимогу нового керівництва Чернігівської обласної державної адміністрації скласти мандат депутата Чернігівської районної ради та, в порушення чинного законодавства, у 2011 р. був звільнений з роботи в апараті Чернігівської облдержадміністрації.
Учасник Революції гідності. Перебував на Майдані в Києві, зокрема під час подій 18-24 лютого 2014 р.
Був помічником-консультантом народних депутатів України Л. Григорович і В. Атрошенка, радником голови Чернігівської районної ради О. Ларченка.
Голова ГО «Чернігівська спілка учасників боротьби за незалежність України у XX столітті» та голова Чернігівської філії Ветеранського об'єднання Української Гельсінської Спілки (ВО УГС).

## Нагороди та відзнаки
- Лист-подяка Президента України В. А. Ющенка (2005);
- Знак «Гвардія революції» (2005);
- Почесна грамота ЦВК (2005);
- Почесна грамота Чернігівської ОДА (2005);
- Почесна грамота Чернігівської обласної ради (2006);
- Почесна грамота Чернігівської міської ради (2006).

Нагороджений вищою нагрудною відзнакою Народного Руху України «За заслуги перед Українським народом» II ступеня.
Грамоти: Командувача ВМС ЗС України, начальника Управління ДДВП. Подяки: Голови ЦВК, голови ЧОДА, міського голови м. Чернігова, командирів військових частин, інших громадських і профспілкових організацій.